# Ružičasti žednjak
Ružičasti žednjak (zlatni korijen, lat. Rhodiola rosea) je ljekovita biljka iz porodice tustikovki ili žednjakovki  (Crassulaceae). Raste na sjeveru Europe, u Aziji i Sjevernoj Americi. Iako se dugo koristi u tradicionalnoj medicini za liječenje raznoraznih bolesti malo je znanstvenih dokaza u prilog spomenutoj primjeni.Kod nas je ova biljka rijetka i strogo zaštićena, te raste na Velebitu.

## Opis
Rhodiola rosea  naraste do 40 cm visine, vitka je, mesnata, i ima više stabljika koje izbijaju iz čupavog korijena. Cvjetovi su žuti do zelenkasto žuti, sitni, ponekad crvenkastih vršaka. Biljka je dvodomna  - postoje ženski i muški primjerci.

## Sastav
Korijen sadrži po 15 % eteričnog ulja i tanina, flavone, laktone, organske kiseline (oksalnu, jabučnu, limunsku, galnu i druge). Glavna djelotvorna tvar glikozid salidrozid.

## Djelovanje
Korijen se smatra za adaptogen,sličnog djelovanja poput ginsenga ili eleuterokoka ( djelovanje je i znastveno dokazano).

## Vanjske poveznice
https://pfaf.org/user/Plant.aspx?LatinName=Rhodiola+rosea